# Pietro Venuti
Die Pietro Venuti (Kennung: S 528) ist das dritte für die italienische Marine gebaute U-Boot der Klasse 212 A.

## Geschichte
Pietro Venuti ist das erste Boot des zweiten italienischen Bauloses der Klasse, die nach dem ersten Boot Salvatore Todaro in Italien auch Salvatore-Todaro-Klasse genannt wird. Das Boot Pietro Venuti wurde im Rahmen eines deutsch-italienischen Gemeinschaftsprojekts am 9. Dezember 2009 auf der Fincantieri-Werft in Muggiano bei La Spezia auf Kiel gelegt. Der „Stapellauf“ erfolgte am 9. Oktober 2014, die Übergabe an die Marine am 6. Juli 2016.
Heimathafen des Bootes Pietro Venuti ist Tarent.

## Namensgebung
Benannt ist das Boot nach dem am 10. Juni 1912 in Codroipo geborenen Unteroffizier und Torpedomechaniker Pietro Venuti, der am 24. Juni 1940 auf dem U-Boot Luigi Galvani vor der Küste Omans umkam. Nach einem Granateinschlag und starkem Wassereinbruch im Hecktorpedoraum blieb Venuti beim Abtauchen dort und machte das Schott dicht, womit er dem Großteil der Besatzung das Leben rettete.